# 센트고트하르드

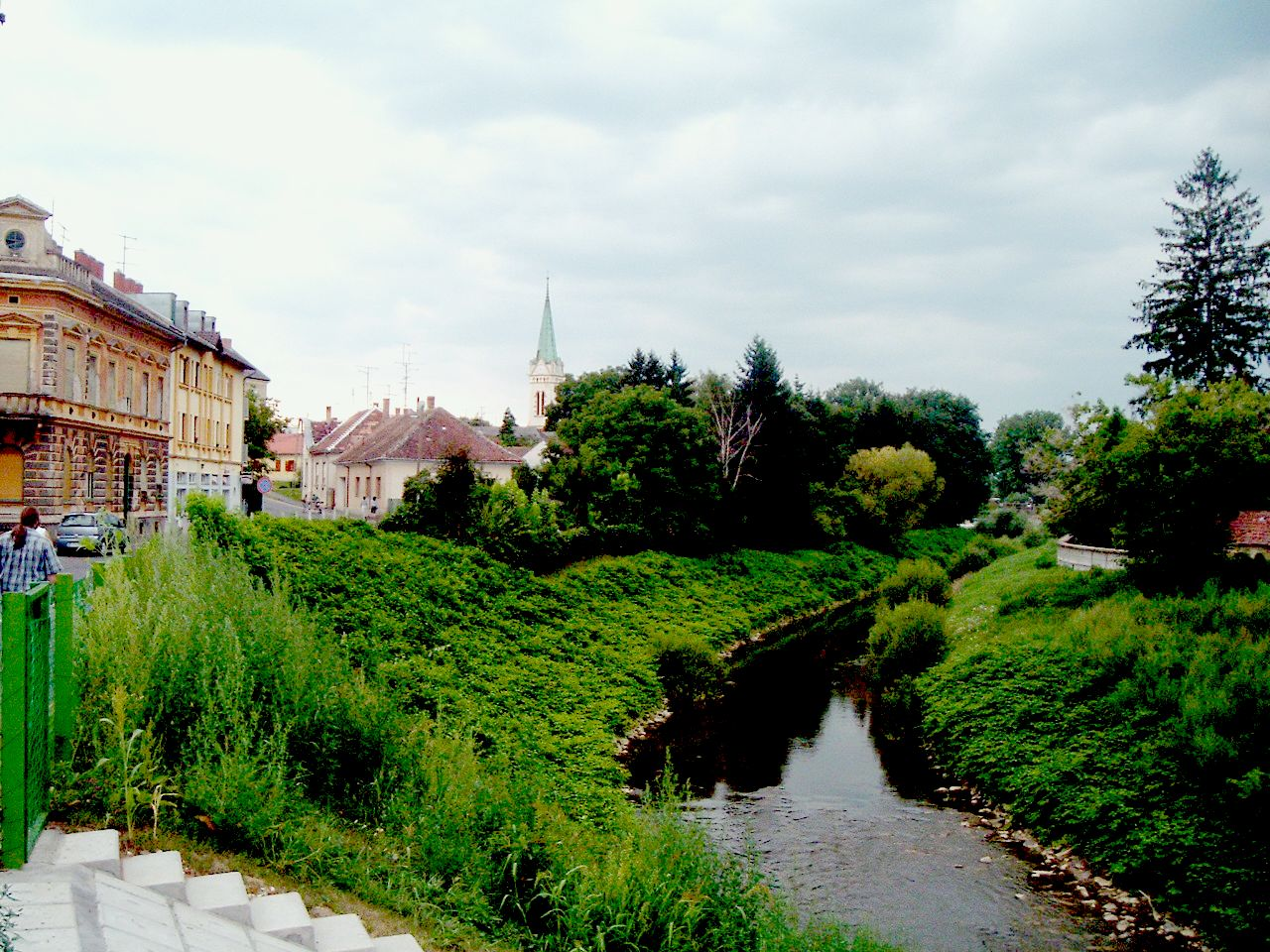
센트고트하르드

센트고트하르드(헝가리어: Szentgotthárd, 독일어: St. Gotthard 장크트고트하르트[*], 슬로베니아어: Monošter 모노슈테르)는 헝가리 서부 버시 주에 위치한 도시로 면적은 67.73km2, 인구는 9,136명(2004년 기준), 인구 밀도는 134.88명/km2이다. 오스트리아 국경과 가까운 편이다.
제4차 오스트리아-튀르크 전쟁 중이던 1664년에 일어난 장크트고트하르트 전투가 벌어진 곳이다. 슬로베니아계 주민 상당수가 거주하기 때문에 슬로베니아계 헝가리인의 문화적 중심지 역할을 한다.